# Рухнама
«Рухнама́» (туркм. Ruhnama від ruh — «дух» і nama — «книга»: «Книга душі») — книга, написана, за офіційною версією, першим президентом Туркменістану Сапармуратом Туркменбаши (Ніязовим) у період з 1997 року по 12 вересня 2001 року. 
Під час правління Ніязова вивчення книги було обов'яковим предметом у школі та вишах, а також екзаменом. 
Вперше «Рухнама» була випущена 12 вересня 2001 року туркменською мовою. За п'ять років, з 2001 по 2006 роки, книгу видано сорока мовами світу, а загальний наклад «Рухнами» усіма мовами перевищив мільйон примірників.
Після смерті Ніязова книга втратила популярність, а навесні 2009 року влада Туркменістану ініціювала в усіх установах і підприємствах країни акцію з вилучення примірників цієї книги. Замість неї туди завозять книги Гурбангули Бердимухамедова, наступного після Ніязова президента Туркменістану.
2011 року в загальноосвітніх школах Туркменістану «Рухнаму» залишили в списку предметів, які вивчаються, але скоротили її викладання до однієї години на тиждень. Також скасовано випускний іспит з «Рухнами».
З 1 вересня 2013 року в середніх школах скасували вивчення «Рухнами», однак предмет залишався обов'язковим на вступних іспитах у ВНЗ до 2013 року включно, що було скасовано з 2014 року.
Книга складається з моральних настанов і філософських роздумів, що перемежовуються легендами й історичними екскурсами.

## Зміст
Задекларована мета книги — створення позитивного образу туркменського народу, героїко-поетичне переосмислення його історії, огляд звичаїв туркменів і визначення моральних, сімейних, соціальних та релігійних норм для сучасних туркменів у їхньому повсякденному житті.
Книга «Рухнама» складається з п'яти розділів:
- I розділ — «Туркмен»
- II розділ — «Шлях туркменів» (туркм. Türkmeniň ýoly)
- III розділ — «Витоки туркменської нації» (туркм. Türkmen milleti)
- IV розділ — «Державність туркменів» (туркм. Türkmeniň döwleti)
- V розділ — «Духовний світ туркменів» (туркм. Türkmeniň ruhy dünýäsi)

У своїй книзі довічний президент нейтрального Туркменістану Сапармурат Туркменбаши (так він сам себе називає в книзі) звертається до туркменського народу (Халк) з нагадуванням (у міфологічній і героїчній формі) про його історію та моральними повчаннями, підкріпленими посиланням на благословення Аллаха (перша глава починається зі слів: «З ім'ям Великого Аллаха»).
Туркмени наділяються двома чеснотами: натхненням і цілісністю («Моє головне філософське кредо — цілісність»). Нація — це одна з форм вираження цієї цілісності («Нація — це об'єднання людей, що мають спільну мову і релігію, традиції і звичаї, долю і державу»). Різним категоріям людей приписуються різні моральні якості: юнакам — честь, дівчатам — сором, молодим — вихованість, літнім — серйозність. Спільними якостями названо терпіння, добросусідство (гонши окара), вірність слову і працьовитість — цим якостям туркменів навчив Нух через свого сина Ясина.
9 правил домашнього виховання:
1. поважай старших,
2. люби молодших,
3. шануй батьків,
4. охайно одягайся,
5. бережи вдома тільки те, що зароблено своєю працею,
6. тримай житло в чистоті,
7. захищай близьких,
8. бережи натхнення,
9. наряджай дівчат.

Ім'я «туркмени» зводиться до «турк іман» (родом зі світла). Родоначальником туркменів названо Огуз-хана («біля витоків нашої нації стояв Огуз хан»), який жив 5 тис. років тому. В Огуз-хана було 6 синів, кожен з яких мав 4 сини. 24 внуки Огуз-хана стали прабатьками 24 туркменських племен. Головні символи туркменів — це килими і скакуни. Туркменам приписується створення 70 держав (туркм. Döwlet), зокрема Маргіани, Парфії, Газневідів, Великої імперії сельджуків, Ак-Коюнлу. Також їм приписується винахід колеса. Однак 300 років тому почалося моральне падіння туркменів, зникла довіра. «Народ став втрачати себе як націю», розділившись на племена. Народилася приказка «пшеницю жує зубатий».
Щодо релігійних уявлень, Рухнама стверджує віру в Бога Аллаха, який посилав різних пророків (Мойсей, Давид, Ісус, Мохаммед) для морального виховання людства. Однак присутні і пантеїстичні моменти («все суще наділене духом»).
Мораль «Рухнами» полягає в культі патріархальних цінностей. Сенс життя, згідно з «Рухнамою», полягає в побудові справедливого суспільства «Золотого століття».

## «Рухнама» в туркменській і міжнародній культурі

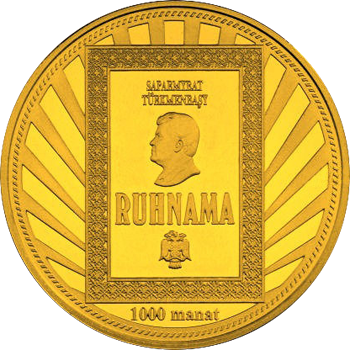
Монета з книгою

Автор задумував «Рухнаму» як «моральну конституцію туркменів», тому кожен житель країни повинен був вивчати її в школі, читати на роботі і вдома, а ув'язнені, перед звільненням із в'язниці, мали давати на ній обітницю. У всіх загальноосвітніх школах і вузах Туркменістану «Рухнама» вивчалася як окремий предмет. Знання книги було необхідним для професійної атестації у всіх організаціях і установах країни. Наприклад, міністр зв'язку Туркменістану Акмурада вимагав від керівників підрозділів на місцях кожну декаду місяця проводити іспити на знання «Рухнами» для всіх без винятку працівників галузі, а весь процес складання іспитів мав бути знятий на відеокамеру. У кожній організації мала бути кімната або куточок «Рухнами».
Щорічно 12 вересня, в день першого видання книги «Рухнама», Туркменістан святкує «День Рухнами», який увійшов до переліку державних свят країни.
На честь книги місяць вересень Ніязов перейменував на «Рухнаму», а суботу — на «рухгюн» («духовний день»), у який всі зобов'язані вивчати його творіння.
2005 року з космодрому «Байконур» українська конверсійна ракета-носій РС-20 «Дніпро» вивела на орбіту прапор Туркменістану і літературну працю президента Сапармурата Ніязова «Рухнаму».
На початку 2006 року Ніязов розпорядився побудувати в країні новий університет імені «Рухнами». За задумом президента, він мав сприяти розвитку туркменської держави; в університеті студенти мали вивчати гуманітарні та природничі науки, приділяючи особливу увагу літературі.
Іноземним фірмам, які працюють у Туркменістані, за твердженням журналістів німецького журналу «Шпігель», було пред'явлено вимогу перекласти «Рухнаму» своєю мовою — так, Еріх Йоншер, глава «DaimlerChrysler», за семирічний контракт на постачання своїх вантажних автомобілів до Туркменістану віддячив його керівництву урочистим врученням німецького видання книги, перекладеної і виданої коштом компанії.
В Україні переклад на українську презентували представники «Нафтогазу України» та «Сумського машинобудівного науково-виробничого об'єднання імені Фрунзе».